# Dies natalis
Dies natalis (łac. dzień narodzin) – obyczaj wywodzący się od rzymskich przyjęć organizowanych z okazji narodzin natalicia i zwyczaju wspominania śmierci bliskich zmarłych (łac. anniversarium), przejęty przez chrześcijan, któremu nadali oni odmienne znaczenie i charakter.
Kalendarzowy spis wspomnienia męczenników był pierwotną formą martyrologiów. Początkowo stanowił zestawienie rocznic śmierci (natalicia Sanctorum), które z czasem zaczęto uzupełniać o fragmenty pasji (łac. Passiones). Rocznicowe obchodzenie śmierci miało charakter radosnego święta. Wspólne modlitwy za wiarę przy grobie zmarłego oddawały cześć „narodzonemu do życia wiecznego”, i stąd zaczęto nazywać je dies natalis. Dzień wspomnienia, poprzedzony wigilią, był dniem, w którym wymieniano imię i odczytywano opis męczeństwa, a kulminację stanowiła celebracja Eucharystii.
W liturgii sens śmierci odzwierciedla sens nadany jej przez wiarę i dzień śmierci rozumiany jest jako dzień odejścia do Pana.
Lokalny charakter obchodów niósł zagrożenie mieszania z obyczajami pogańskimi (inkubacja), przed czym przestrzegał Hieronim ze Strydonu.
Posoborowa reforma kalendarza liturgicznego nawiązała do utrwalonej tradycją dies natalis, określanej przez historyków jako „złota reguła” (règle d’or), gwarantująca ład w kalendarzach liturgicznych. Odstępstwa od zasady terminu obchodów ku czci świętych reguluje pkt 7 dokumentu opracowanego przez Kongregację Kultu Bożego i Dyscypliny Sakramentów Stolicy Apostolskiej – „Notyfikacja dotycząca niektórych aspektów własnych kalendarzy i tekstów liturgicznych”.